# Maximilien Vallot
Pour les articles homonymes, voir Vallot.
Maximilien Vallot, né le 11 mai 1993, est un samboïste et pratiquant de MMA français.
Il obtient la médaille de bronze en sambo de combat dans la catégorie des moins de 57 kg aux Championnats du monde de sambo 2020 à Novi Sad.